# Arpeggione
Arpeggione je starší šestistrunný smyčcový hudební nástroj.
Podobá se částečně kytaře (jeho hmatník je opatřen pražci) a violoncellu (jeho struny jsou napnuty tak, že neleží všechny v jedné rovině a hraje se na ně smyčcem). Na rozdíl od violoncella arpeggione nemá bodec a drží se mezi koleny podobně jako viola da gamba.
Arpeggione bylo poprvé sestaveno ve Vídni roku 1823 a bylo částečně rozšířeno jen po dobu několika let. Jedinou významnou dochovanou skladbou je sonáta pro arpeggione a klavír D.821 od Franze Schuberta. V současnosti je tato sonáta interpretována většinou na violoncello nebo violu.